# S/Y Glädjen (film)
S/Y Glädjen är en svensk långfilm från 1989 i regi av Göran du Rées efter Inger Alfvéns roman med samma namn. Huvudrollerna spelas av Stellan Skarsgård, Lena Olin, Hans Mosesson och Viveka Seldahl.

## Handling
Annika och Klas har förlorat sin 8-årige son i en brand och kämpar för att komma tillbaka till livet. För att fly undan vardagen köper de en begagnad segelbåt och planerar en resa över Atlanten.  Målet är Västindien. Det visar sig att båtens tidigare ägare var en familj vid namn Skog, som även de gett sig av över Atlanten. Under resans gång dog både sonen och pappan i familjen. Annika fascineras av familjens öde, och bestämmer sig för att ta reda på allt om familjen och hur olyckan gick till, men allt eftersom identifierar sig Annika allt mer med Maja-Lena Skog. När det blåser till full storm ute på havet så ter sig resan mindre behaglig.
I filmen får man följa de båda familjernas öden parallellt.

## Om filmen
Filmen är inspelad runt Grisslehamn. Stormscenerna är inspelade i ishallen på Lidingö. Filmen hade premiär på Grand 1 i Stockholm den 21 augusti 1989 och är tillåten från 15 år.

## Rollista
- Lena Olin - Annika
- Stellan Skarsgård - Klas
- Viveka Seldahl - Maja-Lena
- Hans Mosesson - Herbert
- Nina Lager - Liv
- Nicolaus Rubensson - Johan
- Helge Jordal - läkaren

## Musik i filmen
- "En sjöman älskar havets våg", svensk text Ossian Limborg
- "Dover-Calais", musik Tommy Ekman och Christer Sandelin, text Tommy Ekman